# Афинское восстание (1909)
Афинское восстание или Переворот в Гуди (греч. κίνημα στο Γουδί) — восстание афинского гарнизона в районе Афин Гуди 15 (28) августа 1909 года, организованное тайной офицерской организацией «Военная лига» (греч. Στρατιωτικός Σύνδεσμος) во главе с полковником Николаосом Зорбасом. 

## Причины
Восстание было вызвано недовольством широких слоёв населения отказом правительства поддержать решение критского парламента о воссоединении острова Крит с Грецией, а также тяжёлым финансовым положением страны, растущей зависимостью её от англо-французского капитала. Негативное отношение общества к монархии усилилось поражением греческой армии во главе с Константином I (в то время наследным принцем) в греко-турецкой войне 1897 года. Эти надежды на реформы разделяло также молодое офицерство в греческой армии, поскольку чувствовало себя униженным поражением и находилось под влиянием буржуазного западноевропейского либерализма. Следуя примеру успешного восстания младотурок в Османской империи, в Греции также была создана «Военная лига». Движение, которое требовало реформирования правительства и военного дела, широко поддержала общественность. 

## Ход восстания

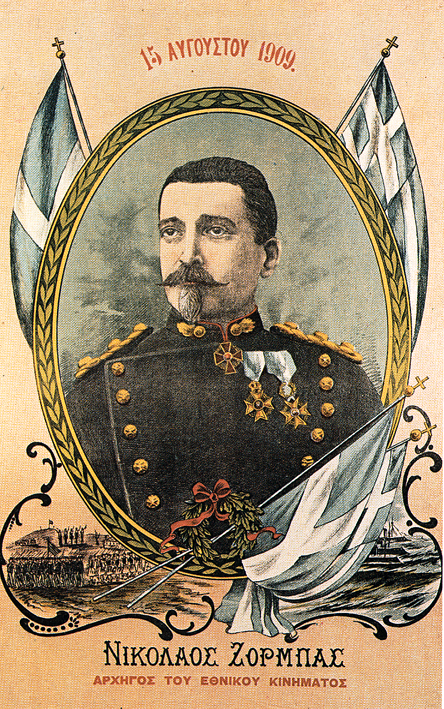
Николаос Зорбас

В августе 1909 года «Военная лига» потребовала от правительства провести государственные реформы и удалить с командных постов в армии и флоте членов королевской семьи. Бескомпромиссный отказ правительства удовлетворить требования лиги привёл к восстанию гарнизона Афин. Зорбас поначалу колебался, но капитан Иоаннис Деместихас привёл в казармы в Гуди первый вооружённый отряд, состоящий из моряков и его соратников в борьбе за Македонию. Выступление началось в казармах афинского предместья Гуди и было поддержано в ряде провинций. 15 августа у революции в Гуди было 2500 вооружённых и 450 офицеров. Из города Халкис к Афинам шёл восставший полк, под командованием лейтенантов Христодулу и Ксантоса. Общие силы революционеров в Гуди под командованием Зорбаса достигли 6 тысяч человек и они угрожали что двинуться к центру Афин. Правительство было вынуждено подать в отставку. Король отозвал с командных постов принцев и принял ряд других требований лиги. Королевский двор сделал «Союз» стороной переговоров и предоставил амнистию офицерам-участникам движения. 

## Результаты
Однако замена Димитриоса Раллиса в качестве премьер-министра на Кирьякулиса Мавромихалиса не удовлетворила повстанцев, и в следующем месяце недовольные провели крупную уличную демонстрацию. В итоге на политическую арену Греции вступил приглашённый офицерами по предложению Эммануила Зимвракакиса с номинально османского Крита революционер и политик Элефтериос Венизелос. Союзники одержали двойную победу на парламентских выборах в августе и ноябре 1910 года, и Венизелос стал премьер-министром, начав требуемые реформы. Это ознаменовало конец старой политической системы в Греции: отныне в греческой политике доминировали две противостоящие силы — либерально-республиканский венизелизм и консервативно-монархический антивенизелизм.